# Uitgeest
Uitgeest là một đô thị ở Hà Lan, trong tỉnh Noord-Holland.

## Các trung tâm dân cư
Đô thị Uitgeest bao gồm các thị trấn, khu phố và làng sau: Assum, Busch en Dam, Groot Dorregeest, Uitgeest.

## Chính quyền địa phương
Hội đồng đô thị Uitgeest bao gồm 15 ghế, được chia ra như sau:
- Progressief Uitgeest - 4 ghế
- CDA - 3 ghế
- UVP - 3 ghế
- PvdA - 2 ghế
- VVD - 2 ghế
- D66 - 1 ghế